# Мегалоспоровые
Мегалоспоровые (лат. Megalosporaceae) — семейство преимущественно лихенизированных грибов класса леканоромицетов. Большинство видов тропического распространения.